# Orillia auriceps
Orillia auriceps là một loài ruồi trong họ Tachinidae.